# Spjutmyratjärnen
Spjutmyratjärnen är en sjö i Ovanåkers kommun i Hälsingland och ingår i Dalälvens huvudavrinningsområde.